# La antorcha encendida
La antorcha encendida es una telenovela mexicana producida por Ernesto Alonso y Carlos Sotomayor en 1996. Fue la última telenovela histórica producida por Televisa. La trama narra la Independencia de México, contando con una gran investigación histórica. Fue escrita por Fausto Zerón Medina en colaboración con Liliana Abud. 
Protagonizada por Leticia Calderón y Humberto Zurita, con las participaciones antagónicas de Juan Ferrara, Julieta Rosen, Alejandra Ávalos, Ofelia Guilmáin y Ari Telch y las actuaciones coestelares de Juan Peláez, Ernesto Laguardia, Natalia Esperón, Sergio Reynoso, Aarón Hernán, Angélica María y María Rojo.

## Sinopsis
Han transcurrido tres siglos de dominación española. Trescientos años en que el descontento de la población de la Nueva España ha crecido junto con sus sufrimientos por las injusticias, la explotación, la pobreza y la desigualdad. Y es en este México que empieza a despertar donde se enmarca la historia de amor entre Mariano y Teresa. Unidos no solamente por el afecto, sino especialmente por el deseo de ver libre a su tierra, entrelazan sus destinos para conducirnos por los caminos de la historia hacia la independencia y la libertad.

### 1785 - 1795
La historia comienza en Valladolid, Michoacán (hoy Morelia), en el año de 1785, con don Pablo de Irigoyen regresando de un viaje y enterándose de que su hija soltera, Catalina de Irigoyen, está embarazada. Don Pablo humilla a Catalina e intenta obligarla a confesarle quién es el padre de la criatura, pero Catalina se niega. Para evitar la vergüenza de la deshonra, don Pablo envía a Catalina a su hacienda, en el interior del estado de Michoacán, para que ahí se quede recluida y tenga a su hijo. Chenta, la criada de la familia, va a buscar a don Pedro de Soto para contarle lo sucedido, ya que él es el padre del hijo que espera Catalina, pero este se niega a reconocer al hijo. 
Don Pablo ordena a su cochero que se lleve a Catalina a toda velocidad a la hacienda, por lo que la carreta va demasiado rápido y en el camino Catalina cae de la carreta y queda desmayada. Una pareja de indígenas la encuentran y la llevan a su humilde casa, donde Catalina da a luz a un varón, pero se encuentra muy delicada. El indígena sale a buscar ayuda en el camino y en ese momento pasa por ahí el canónigo Julián de Ibarne, quien reconoce a Catalina y la asiste en su muerte. Antes de morir, Catalina pide que su hijo se llame Mariano. El cuerpo de Catalina llega a casa de don Pablo de Irigoyen junto con el bebé, pero don Pablo se niega a recibir al niño en su casa, ya que lo culpa de la muerte de su hija. 
El Canónigo de Ibarne lleva al bebé a la hacienda de la viuda Juana de Foncerrada, quien, ante su viudez prematura y la falta de hijos, había adoptado a otros 4 niños huérfanos de diferentes castas: un criollo de nombre Luis, un mulato de nombre Lorenzo, un mestizo llamado Diego y un indio llamado Juan. Mariano se integra de esta forma a la familia siendo también criollo. 
Chenta consigue enterarse de dónde se encuentra Mariano y sigue al pendiente de su vida visitando de vez en cuando a la familia Foncerrada. Don Pedro de Soto, padre de Mariano, es español y está casado con la también española Ana de Soto; viven en Valladolid junto a la madre de Ana, doña Macaria. Ana da a luz a una hija, a la que ponen el nombre de Manuela de Soto. Lamentablemente, durante su segundo parto, Ana pierde la vida y da luz a un hijo llamado Santiago de Soto. Debido a que el bebé es débil y enfermizo, su padre, su hermana y su abuela lo desprecian y humillan el resto de su vida. 
Los miembros de la familia de Soto son muy amigos de la familia de Muñiz, encabezada por el rico hacendado criollo Jacinto de Muñiz y su esposa, doña Bernarda; ambos tienen una única hija, llamada Teresa de Muñiz.
Mientras estos hechos ficticios suceden, se entremezclan escenas de las vidas reales de patriotas de la Guerra de Independencia, como José María Morelos, quien en ese entonces era un arriero que decide hacerse sacerdote a los 26 años; el cura don Miguel Hidalgo, en aquel entonces como Rector del Seminario de San Nicolás en Valladolid y en constantes conflictos financieros y problemas con la Santa Inquisición, y la Corregidora doña Josefa Ortiz de Domínguez, en aquel entonces estudiante en el Colegio de las Vizcaínas en la Ciudad de México. También aparecen otros personajes históricos, como Fray Servando Teresa de Mier en esos entonces con discursos incendiarios precursores de la independencia y José Joaquín Fernández de Lizardi el Pensador Americano.
Se comienzan a entremezclar personajes reales con personajes ficticios, teniendo, por ejemplo, una relación amistosa entre el cura don Miguel Hidalgo con el Canónigo de Ibarne, padrino de los niños Foncerrada.

### 1795 - 1800
Desde niños, los personajes ficticios jóvenes empiezan a mostrar sus cualidades de buenos y malos como se desarrollarán ya adultos. 
Los hermanos de Soto suelen convivir con Teresa de Muñiz; Manuela crece envidiando la belleza de Teresa y su gracia, por lo que a la menor oportunidad trata de hacerle daño provocando en ocasiones conflictos entre doña Macaria y doña Bernarda de Muñiz. Jacinto recomienda a su esposa doña Bernarda que visite constantemente a los niños de Soto, ya que ellos no tienen madre. En una de las visitas a la casa de Soto, Bernarda es acosada por don Pedro de Soto quien después se disculpa con Bernarda y esta acepta la disculpa en nombre de la amistad que tuvo con doña Ana de Soto. 
Juana Foncerrada enseña las primeras letras a sus cinco hijos y también les infunde el valor del trabajo diario en su productiva hacienda y el valor de la igualdad, ya que todos pertenecen a diferentes castas, pero para ella todos son iguales. Sin embargo, Luis Foncerrada comienza a destacar por sus celos, pensando que Juana quiere más a Mariano y comienza a tratar de culparlo de diversas situaciones. En una ocasión hace creer a Juana y al Canónigo de Ibarne que Mariano tomó una medalla de oro de Juana y el Canónigo se lleva por un tiempo a Mariano a su casa en Valladolid; en ese tiempo, se da cuenta doña Macaria de que Mariano es el hijo bastardo de Pedro de Soto. 
Don Pablo de Irigoyen recibe la visita de su sobrino español, Felipe Gómez Crespo, quien llega a Nueva España buscando heredar la fortuna de don Pablo ante la pérdida de su única hija. Jacinto de Muñiz y Pedro de Soto visitan la Ciudad de México para hacer negocios juntos y se encuentran con un hecho histórico real, conocido como la Rebelión de los Machetes. Jacinto intenta defender a los conspiradores criollos y casi lo meten en la cárcel, pero Pedro de Soto aboga por él en su calidad de español y evita la detención. De esta forma, Jacinto se hace muy amigo de Pedro de Soto y en agradecimiento decide nombrarlo como albacea de sus bienes y tutor de su hija en caso de morir.

### 1800 - 1810
Mientras suceden estos hechos ficticios sobre las familias Soto, Muñiz y la Viuda Juana Foncerrada y sus 5 hijos adoptivos, Ignacio Allende se incorpora al ejército realísta bajo las órdenes de Félix María Calleja y ese año se casó con María Francisca de la Gándara, quien falleció al poco tiempo. Ese año Miguel Domínguez es designado Corregidor de la Ciudad de Querétaro por el virrey Félix Berenguer de Marquina. En 1806, Allende empieza a simpatizar con la idea de independencia y en 1808, 2 años después, Napoleón Bonaparte invade España. Allende tiene la idea de separarse de una vez del gobierno español pero está consciente de que aún no es el momento. En 1809, Ignacio Allende y Mariano Abasolo participan en la Conspiración de Valladolid pero los denunciaron y no fueron sancionados. En 1810, Allende y sus compañeros, entre ellos, Miguel Hidalgo participan en la Conspiración de Querétaro en la casa de Miguel Domínguez, el corregidor de la ciudad pero el 15 de septiembre de ese año es denunciada la conspiración y por eso el cura Hidalgo, en compañía de Allende y Juan Aldama realizan el famoso Grito de Dolores y así comienza la Guerra de Independencia de México.

## Elenco
- Leticia Calderón - Teresa de Muñiz
- Humberto Zurita - Mariano Foncerrada
- Angélica María - Doña Bernarda de Muñiz
- Juan Ferrara - Don Pedro de Soto
- Julieta Rosen - Manuela de Soto
- Ari Telch - Luis Foncerrada
- Ofelia Guilmáin - Doña Macaria de Soto
- Patricia Reyes Spíndola - Doña Juana de Foncerrada
- Sergio Jiménez - Matías de Heredia
- Alejandra Ávalos - Ángela
- Lorenzo de Rodas - Don Pablo de Irigoyen
- Isaura Espinoza - Micaela
- Socorro Bonilla - Basilia
- Luis Xavier - Felipe Gómez Crespo
- Juan Peláez - Don Miguel Hidalgo y Costilla
- René Casados - Agustín de Iturbide
- Ernesto Laguardia - Gral. Ignacio Allende
- Aarón Hernán - Padre Julián de Ibarne
- Sergio Reynoso - Don José María Morelos y Pavón
- María Rojo - Doña Josefa Ortiz de Domínguez
- Carmen Salinas - Doña Camila de Foncerrada
- Pablo Abitia - Luis Foncerrada (joven)
- Enrique Rocha - Virrey Félix María Calleja
- Sergio Sánchez - Don Jacinto de Muñiz
- Carlos Piñar - Virrey Francisco Javier Venegas
- Jerardo - Santiago de Soto
- Ramón Abascal - Mariano Jiménez
- Leonardo Daniel - Juan Aldama
- David Ostrosky - Mariano Abasolo
- Toño Mauri - Andrés Quintana Roo
- Juan Carlos Bonet - Nicolás Bravo
- Juan José Arjona - Francisco Xavier Mina
- Christian Bach - María Ignacia "Güera" Rodríguez
- Luis Gatica - Juan Foncerrada
- Alejandro Ruiz - Diego Foncerrada
- Julio Beckles - Lorenzo Foncerrada
- Socorro Avelar - Chenta
- Mercedes Pascual - Pilar
- Aurora Clavel - Dominga
- Mario Iván Martínez - Ignacio López Rayón
- María Rivas - Virreina Inés de Jáuregui
- Sergio Bustamante - Virrey José de Iturrigaray
- Magda Karina - Brígida Almonte
- Luis Gimeno - Guillermo Aguirre y Viana
- Roxana Saucedo - Ana María Huarte
- Roberto Ballesteros - Vicente Guerrero
- Óscar Bonfiglio - Guadalupe Victoria
- Julio Bracho - Simón Bolívar
- Raúl Buenfil - Mariano Matamoros
- Daniel Gauvry - Alexander Von Humboldt
- Armando Araiza - Martín García de Carrasquero
- Dacia Arcaraz - María Antonieta Morelos
- Odiseo Bichir - Fray Servando Teresa de Mier
- Luz María Jerez - Catalina de Irigoyen
- Gilberto Román - Miguel Domínguez
- Katia del Río - Leona Vicario
- Leticia Sabater - Joaquina Torreo de Esteve
- Maristel Molina - Doña Josefina Allué
- Nando Estevané - Manuel Hidalgo
- Claudio Sorel - Alcalde Ochoa
- Humberto Elizondo - Hermenegildo Galeana
- Sergio Klainer - Juan Ruiz de Apodaca
- Marco de Carlos - Juan O'Donojú
- Esteban Franco - El Pípila
- Javier Díaz Dueñas - Pedro Moreno
- Salvador Sánchez - Leonardo Bravo
- Jorge Santos - José María Hidalgo
- Humberto Dupeyrón - Mariano Hidalgo
- Ramón Menéndez - Manuel Abad y Queipo
- Alejandro Tommasi - José Nicolás de Michelena
- Germán Robles - Ángel Avella
- Antonio Medellín - José Antonio «el Amo» Torres
- Manolo García - Miguel de Bataller
- Roberto Blandón - Félix Flores Alatorre
- Manuel Saval - José Manuel Fuentes
- Natalia Esperón - María Francisca de la Gándara de Calleja
- Claudia Ferreira - Francisca de la Gándara
- Alberto Inzúa - Virrey Branciforte
- Moisés Suárez - Arzobispo Lizana y Beaumont
- Martín Barraza - Lázaro
- Héctor Sáez - Juan Francisco Azcárate y Lezama
- Eduardo Liñán - Manuel de la Concha
- Carlos Cámara - José Antonio Tirado
- Rafael Amador - Cabo Ortega
- Juan Carlos Colombo - Fray Vicente de Santa María
- Roberto D'Amico - Juan Antonio Riaño
- Andrés Bonfiglio - Gliberto Riaño
- Óscar Traven - Diego Berzábal
- Miguel Pizarro - José de la Cruz
- Isabel Benet - Ana de Soto
- Fernando Sáenz - José María Mercado
- Raúl Castellanos - Narciso Mendoza
- Alejandro Gaytán - Indalecio Allende
- Daniel Seres - Miguel Hidalgo (14 años)
- Blanca Ireri - Manuela de Soto (niña)
- Israel Jaitovich - Álvaro de Urzúa
- Lucía Guilmáin - China poblana
- Toño Infante - Acompañante de Elizondo
- Jean Duverger - Lorenzo
- Eduardo Santamarina - Héctor
- Fabián Robles - José

## Banda sonora
| N.º | Título                                                            | Música         | Escritor(es)   | Duración |  |
| 1.  | «Instrumental (Obertura)»                                         | Jorge Avendaño | Jorge Avendaño | 1:38     |  |
| 2.  | «Sonata de Flauta y Cémbalo»                                      | Jorge Avendaño | Jorge Avendaño | 2:38     |  |
| 3.  | «El Padre Hidalgo»                                                | Jorge Avendaño | Jorge Avendaño | 2:35     |  |
| 4.  | «Los Criollos»                                                    | Jorge Avendaño | Jorge Avendaño | 1:49     |  |
| 5.  | «Los Lamentos»                                                    | Jorge Avendaño | Jorge Avendaño | 3:19     |  |
| 6.  | «Teresa y Mariano»                                                | Jorge Avendaño | Jorge Avendaño | 3:10     |  |
| 7.  | «Pedro de Soto»                                                   | Jorge Avendaño | Jorge Avendaño | 1:25     |  |
| 8.  | «Nocturno»                                                        | Jorge Avendaño | Jorge Avendaño | 3:48     |  |
| 9.  | «Huapango Mestizo»                                                | Jorge Avendaño | Jorge Avendaño | 1:34     |  |
| 10. | «Fugato de Cuerdas»                                               | Jorge Avendaño | Jorge Avendaño | 0:39     |  |
| 11. | «Morelos (El Genio Militar)»                                      | Jorge Avendaño | Jorge Avendaño | 2:56     |  |
| 12. | «Romance»                                                         | Jorge Avendaño | Jorge Avendaño | 0:33     |  |
| 13. | «El Son»                                                          | Jorge Avendaño | Jorge Avendaño | 1:31     |  |
| 14. | «Instrumental (Obertura) 2: La Campana de Dolores»                | Jorge Avendaño | Jorge Avendaño | 2:08     |  |
| 15. | «Los Lamentos (versión alternativa)»                              | Jorge Avendaño | Jorge Avendaño | 3:20     |  |
| 16. | «Las Batallas (versión instrumental de Pedro de Soto)»            | Jorge Avendaño | Jorge Avendaño | 1:58     |  |
| 17. | «Los Niños Muertos (La Alhóndiga)»                                | Jorge Avendaño | Jorge Avendaño | 1:34     |  |
| 18. | «Los Indígenas»                                                   | Jorge Avendaño | Jorge Avendaño | 2:10     |  |
| 19. | «Teresa y Mariano 2»                                              | Jorge Avendaño | Jorge Avendaño | 0:33     |  |
| 20. | «Las Batallas 2 (versión instrumental de Pedro de Soto)»          | Jorge Avendaño | Jorge Avendaño | 2:27     |  |
| 21. | «Los Arrepentimientos»                                            | Jorge Avendaño | Jorge Avendaño | 2:11     |  |
| 22. | «Solo Hidalgo»                                                    | Jorge Avendaño | Jorge Avendaño | 1:11     |  |
| 23. | «Los Fusilamientos»                                               | Jorge Avendaño | Jorge Avendaño | 0:47     |  |
| 24. | «Lacrimosa»                                                       | Jorge Avendaño | Jorge Avendaño | 4:05     |  |
| 25. | «La Fiesta de los Esclavos Negros»                                | Jorge Avendaño | Jorge Avendaño | 2:01     |  |
| 26. | «Fugato»                                                          | Jorge Avendaño | Jorge Avendaño | 0:39     |  |
| 27. | «Los Arrepentimientos (versión alternativa)»                      | Jorge Avendaño | Jorge Avendaño | 2:10     |  |
| 28. | «Romance»                                                         | Jorge Avendaño | Jorge Avendaño | 2:20     |  |
| 29. | «Los Lamentos»                                                    | Jorge Avendaño | Jorge Avendaño | 3:17     |  |
| 30. | «La Consumación de la Independencia (Guerrero, Bravo e Iturbide)» | Jorge Avendaño | Jorge Avendaño | 2:49     |  |

Disponible en Mercado Libre y Amazon..

## Equipo de producción
- Historia original: Fausto Zerón Medina
- Adaptación: Liliana Abud, Marcia Yance, José Manuel Villalpando, Tere Medina
- Historiadores: Carlos Herrejón Peredo, Jean Meyer
- Asesoría histórica: Carmen Saucedo, Carlos Hernández Serrano
- Música: Jorge Avendaño
- Dirección de arte: Isabel Cházaro, Cristina Sauza, Rafael Brizuela
- Edición: Marcelino Gómez, Roberto Nino
- Coordinación artística: Guadalupe Cuevas
- Jefe de producción: Abraham Quintero
- Coordinación general de producción: Luis Miguel Barona
- Dirección de acción: Jesús Moreno
- Director adjunto: Claudio Reyes Rubio
- Director de cámaras: Jesús Acuña Lee, Carlos Guerra Villarreal
- Director de escena: Gonzalo Martínez Ortega
- Productor: Carlos Sotomayor
- Productor general: Ernesto Alonso

## Premios

### Premios TVyNovelas 1997
| Categoría                     | Nominado(a)                                          | Resultado |
| ----------------------------- | ---------------------------------------------------- | --------- |
| Mejor telenovela              | Ernesto Alonso                                       | Nominado  |
| Mejor actriz protagónica      | Leticia Calderón                                     | Nominada  |
| Mejor villano                 | Juan Ferrara                                         | Nominado  |
| Mejor actriz de reparto       | Angélica María                                       | Nominada  |
| Mejor actor de reparto        | Juan Peláez                                          | Nominado  |
| Mejor director de cámaras     | Jesús Acuña Lee Carlos Guerra                        | Ganadores |
| Mejor producción              | Carlos Sotomayor                                     | Ganador   |
| Mejor actuación sobresaliente | Juan Ferrara                                         | Ganador   |
| Mejor actuación sobresaliente | Ernesto Laguardia                                    | Ganador   |
| Mejor actuación sobresaliente | Juan Peláez                                          | Ganador   |
| Mejor escenografía            | Isabel Cházaro Ricardo Matamoros Miguel Ángel Medina | Ganadores |
| Mejor ambientación            | Ricardo Brizuela                                     | Ganador   |
| Mejor vestuario               | Cristina Bauza Beatrice Vázquez                      | Ganadoras |
| Mejor edición                 | Marcelino Gómez Roberto Nino                         | Ganadores |